# Liste der Monuments historiques in Juvancourt
Die Liste der Monuments historiques in Juvancourt führt die Monuments historiques in der französischen Gemeinde Juvancourt auf.

## Liste der Objekte
| Bezeichnung | Beschreibung                                                  | Standort                        | Kennzeichnung | Schutzstatus | Datum | Bild |
| ----------- | ------------------------------------------------------------- | ------------------------------- | ------------- | ------------ | ----- | ---- |
| Glocke      | Bronze, 14. Jahrhundert, 1879 neugegossen; Verbleib unbekannt | in der Kirche St-Antoine (Lage) | PM10000955    | Classé       | 1913  |      |